# Borough of Blackpool
Blackpool är en enhetskommun i Lancashire i England, Storbritannien. Kommunen har 141 574 invånare (2022). Hela kommunen är en unparished area. Den består av staden Blackpool.